# مجله زبان‌شناسی
مجله زبان‌شناسی نشریه‌ای ایرانی بود که در حوزه پژوهش‌های زبان‌شناختی فعالیت می‌کرد. این مجله، قدیمی‌ترین نشریه ایرانی بود که به صورت تخصصی در حوزه زبان‌شناسی منتشر می‌شد و پایه‌گذار آن، علی‌اشرف صادقی بود. چاپ این نشریه از سال ۱۳۶۳ توسط مرکز نشر دانشگاهی آغاز شد. از سال ۱۳۸۶، سردبیری مجله را مجتبی منشی‌زاده بر عهده گرفت. آخرین شمارهٔ این مجله در سال ۱۳۹۱ منتشر شد و نشر آن متوقف گردید.